# Florent Amodio
Florent Amodio (Sobral, 12 maggio 1990) è un ex pattinatore artistico su ghiaccio francese.
Ha vinto i campionati europei nel 2011 ed è stato quattro volte campione nazionale francese (nel 2010 e dal 2013 al 2015). Ha rappresentato la Francia alle olimpiadi invernali del 2010 e del 2014.

## Biografia

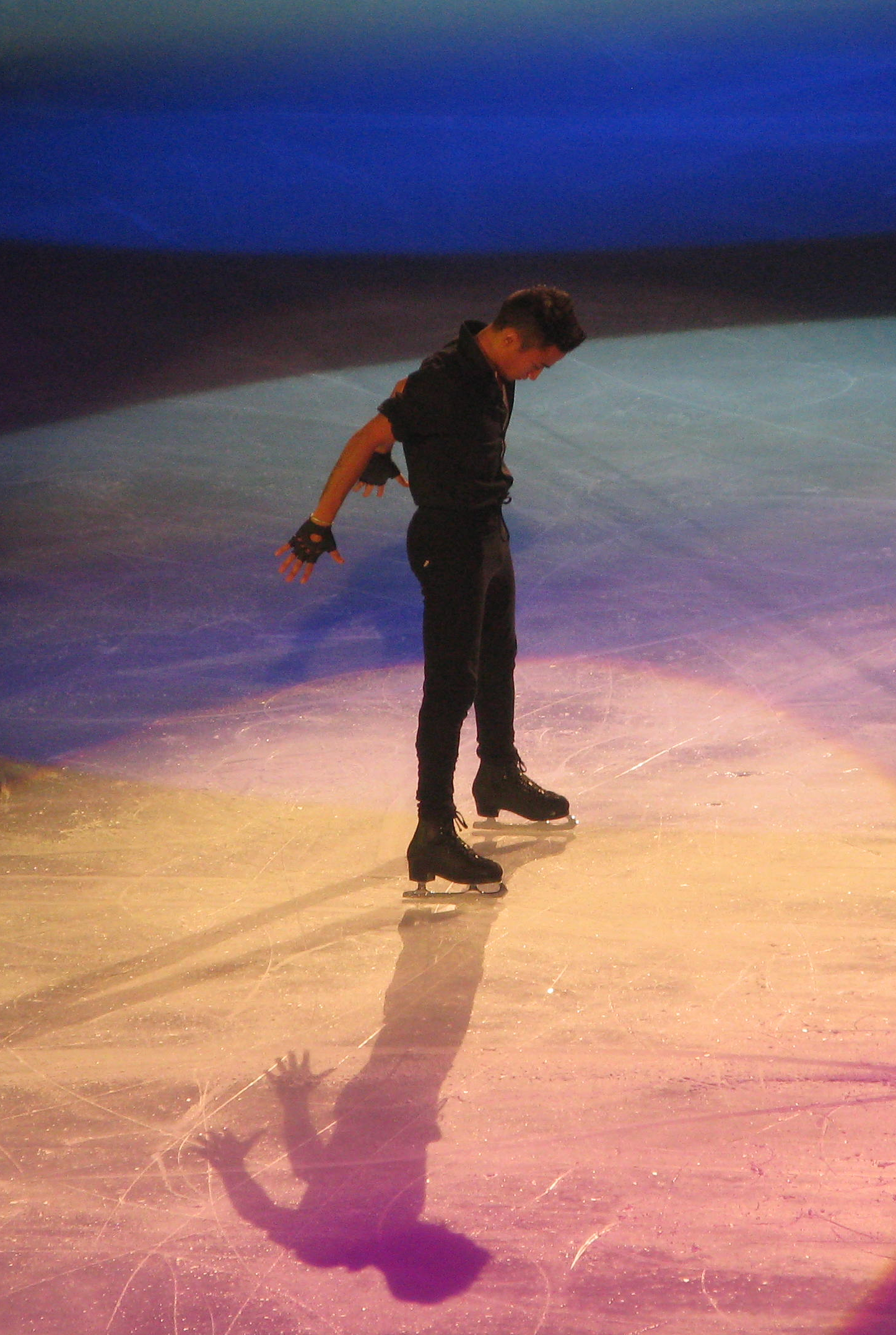
Amodio in Bompard 2013.

Florent Amodio è nato a Sobral, nello Stato brasiliano del Ceará, ma da piccolo fu adottato da una famiglia francese. È cresciuto a Fremainville, in Val-d'Oise. Ha la doppia cittadinanza brasiliana e francese.
Ai campionati europei ha vinto l'oro nel 2011, il bronzo nel 2012 e l'argento nel 2013. Ha preso parte alle olimpiadi di Vancouver nel 2010 e di Sochi 2014, classificandosi rispettivamente dodicesimo e diciottesimo. Ha vinto i campionati nazionali francesi per quattro volte, prima nel 2010, poi tre volte dal 2013 al 2015.
In categoria junior ha vinto la finale del Grand Prix nella stagione 2008-09.
Nel 2012 ha preso parte di un cortometraggio intitolato Programme Libre, nel quale ha interpretato un pattinatore di nome Gauthier.

## Palmarès
GP: Grand Prix; CS: Challenger Series; JGP: Junior Grand Prix
| Internazionali | Internazionali | Internazionali | Internazionali | Internazionali | Internazionali | Internazionali | Internazionali | Internazionali | Internazionali | Internazionali | Internazionali | Internazionali |
| Evento | 2004–05        | 2005–06        | 2006–07        | 2007–08        | 2008–09        | 2009–10        | 2010–11        | 2011–12        | 2012–13        | 2013–14        | 2014–15        | 2015–16        |
| --- | -------------- | -------------- | -------------- | -------------- | -------------- | -------------- | -------------- | -------------- | -------------- | -------------- | -------------- | -------------- |
| Giochi olimpici invernali |                |                |                |                |                | 12°            |                |                |                | 18°            |                |                |
| Campionati mondiali |                |                |                |                |                | 15°            | 7°             | 5°             | 12°            | R              | 9°             |                |
| Campionatieuropei |                |                |                |                |                |                | 1°             | 3°             | 2°             | 13°            | 9°             | 4°             |
| GP Finale |                |                |                |                |                |                | 6°             |                |                |                |                |                |
| GP Trophée Eric Bompard |                |                |                |                |                |                | 2°             | 5°             | 3°             | 7°             | 11°            |                |
| GP Cup of China |                |                |                |                |                |                |                |                |                | 6°             |                |                |
| GP Cup of Russia |                |                |                |                |                | 9°             |                |                |                |                |                |                |
| GP NHK Trophy |                |                |                |                |                |                | 3°             |                |                |                |                |                |
| GP Skate America |                |                |                |                |                | 4°             |                | 9°             |                |                |                | 11°            |
| GP Skate Canada |                |                |                |                |                |                |                |                | 4°             |                | 6°             |                |
| CS Lombardia Trophy |                |                |                |                |                |                |                |                |                |                | 7°             |                |
| CS Nebelhorn Trophy |                |                |                |                |                |                |                |                |                |                |                | 4°             |
| Challenge Cup |                |                |                |                |                |                |                | R              |                |                |                |                |
| Internazionali: |                |                |                |                |                |                |                |                |                |                |                |                |
| Campionati mondiali |                |                | 15°            | 10°            | 15°            |                |                |                |                |                |                |                |
| JGP Finale |                |                |                |                | 1°             |                |                |                |                |                |                |                |
| JGP Andorra |                | 11°            |                |                |                |                |                |                |                |                |                |                |
| JGP Repubblica Ceca |                |                | 12°            |                |                |                |                |                |                |                |                |                |
| JGP Estonia |                |                |                | 7°             |                |                |                |                |                |                |                |                |
| JGP Francia |                |                | 4°             |                | 3°             |                |                |                |                |                |                |                |
| JGP Polonia |                | 15°            |                |                |                |                |                |                |                |                |                |                |
| JGP Gran Bretagna |                |                |                |                | 1°             |                |                |                |                |                |                |                |
| JGP U.S.A. |                |                |                | 5°             |                |                |                |                |                |                |                |                |
| Nazionali |                |                |                |                |                |                |                |                |                |                |                |                |
| Campionati francesi |                | 11°            | 7°             | 4°             | 2°             | 1°             | 2°             | 2°             | 1°             | 1°             | 1°             | 2°             |
| Campionati francesi junior | 4°             | 4°             | 2°             | 1°             | 1°             |                |                |                |                |                |                |                |
| Eventi a squadre |                |                |                |                |                |                |                |                |                |                |                |                |
| Giochi olimpici invernali |                |                |                |                |                |                |                |                |                | 6° S 5° P      |                |                |
| World Team Trophy |                |                |                |                | 4° S 10° P     |                |                | 4° S 4° P      |                |                | 6° S 10° P     |                |
| Japan Open |                |                |                |                |                |                |                | 2° S 5° P      |                |                |                |                |
| J = Junior; R = Ritirato S = Risultato della squadra; P = Risultato personale; Medaglie assegnate solo per il risultato della squadra. |                |                |                |                |                |                |                |                |                |                |                |                |